# 绍兴市第一中学
绍兴市第一中学是浙江省首批一级重点中学。

## 学校历史
绍兴市第一中学位于中国浙江省绍兴市。创建于1897年。
- 1897年，山阴乡绅、维新人士徐树兰捐银一千两，并筹得山陰縣 (浙江省)沙租及绍郡茶业公所捐款四千余元，创建绍郡中西学堂。
- 1899年，更名为绍兴府学堂。
- 1906年，更名为绍兴府中学堂。
- 1912年，更名为浙江省立第五中学。
- 1933年，更名为浙江省立绍兴初级中学。
- 1942年，复名为浙江省立绍兴中学。
- 1956年，改称浙江省绍兴第一中学。

## 学校概况

### 校训
求真 务实 创新

### 校 风
爱国、勤学、求真、务实

### 校 歌
蕺山风高 姚江流长 於越文明漱古芳

承前启后 努力精进 沐浴科学之颖光

溯 开创多少热血 毋忘 毋忘

溯 开创多少热血 毋忘 毋忘

### 学校地址
浙江省绍兴市站前大道1898号。邮政编码：312000。

## 现任校长
- 蒋明

## 教育成果
- 2003年，石璞成同学获第20届全国中学生物理竞赛一等奖，唐文斌同学获第20届全国青少年信息学奥林匹克竞赛二等奖。
- 2005年，胡子诚同学获第14届全国中学生生物竞赛一等奖，唐文斌、陈帅分获第22届全国青少年信息学奥林匹克竞赛一等奖及二等奖。
- 2020年，绍兴一中在信息、天文、化学、生物、物理中取得佳绩，信息学竞赛又砍下两枚国际金牌，至此，绍兴一中信息学国际金牌总数达到11枚。

## 著名校友
郑吉林 上海海事大学教授

沈家骢 中科院院士、浙江大学材料与化工学院院长
.......
胡愈之 全国人大常委会副委员长

蒋梦麟 北京大学校长

潘家铮 中国工程院副院长，三峡工程副总指挥

徐扬生 中国高科技发展计划航天遥科学及太空机器人领域首席技术顾问、香港中文大学教授

金善宝 九三学社中央名誉主席、中国农业科学院名誉院长  （页面存档备份，存于）